# Главное управление СС
Главное управление СС (нем. SS-Hauptamt, сокр. SS-HA) — одно из основных центральных управлений СС, в котором первоначально были сосредоточены практически все вопросы повседневной жизни СС.

## Формирование
В 1931 в структуре СС сформировано «Управление СС»(SS-Amt), куда вошли Центральная канцелярия, отдел кадров, административный отдел, отдел комплектования и санитарный отдел. 30 января 1935 «Управление СС» получило статус Главного управления, и в его подчинении оказалось подавляющее большинство административных органов СС, а также соединения СС. Начальник Главного управления был одновременно заместителем Рейхсфюрера СС в системе руководства СС. В 1930-е годы Главное управление СС было одним из наиболее могущественных управлений СС.

## Руководители
- 12 июня 1933 — 20 февраля 1934 — группенфюрер СС Зигфрид Зейдель-Диттмарш[нем.]
- 12 марта 1934 — 14 мая 1935 — группенфюрер СС Курт Виттье
- 22 мая 1935 — 1 апреля 1940 — группенфюрер СС Август Хайссмайер
- 1 апреля 1940 — 8 мая 1945 — обергруппенфюрер СС Готтлоб Бергер

## Структура Главного управления СС до 1935
- А:
  - 1. Adjutantur (Адъютантура);
  - 2. Inspektur K.L. (Инспекция концлагерей);
  - 3. Presseabt. (Отдел прессы);
  - 4. Fürsorgeabt. (Отдел пенсионного обеспечения);
  - 5. Hauptregistratur (Главная регистратура).
- В:
  - 1. SS-Führungsamt (Оперативное управление СС; I);
  - 2. SS-Personalamt (Управление кадров СС; PI);
  - 3. SS-Ergänzungsamt (Управление комплектования СС; PII);
  - 4. SS-Gerichtsamt (Судебное управление СС; III);
  - 5. SS-Verwaltungsamt (Административное управление СС; IV);
  - 6. SS-Sanitätsamt (Санитарное управление СС; V).

## Структура Главного управления СС до 1941

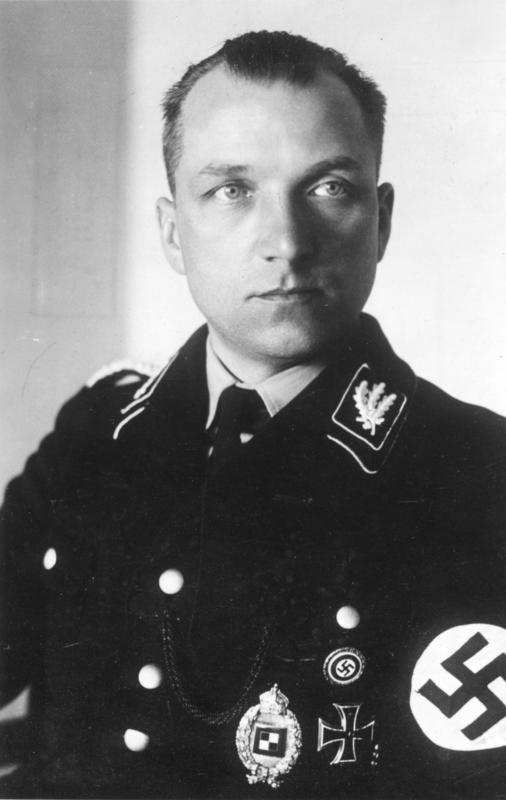
Руководитель Главного управления СС Август Хайссмайер (1935—1940)

В июле 1935 утверждено новое деление SS-HA
- Stabsführer (Начальник штаба);
- Adjutantur (Адъютантура);
- Stabskommandant (Комендант штаба);
- Zentralkanzlei (Центральная канцелярия СС);
- 1-е Управление Führungsamt (Оперативное управление СС, 1 октября 1937 выведено из состава SS-HA):
  - I A (Главный организационный отдел);
  - I B (Главный отдел формирований и образования);
  - I G (Главный отдел вооружений и подготовки);
  - I N (Главная инспекция).
- 2-е Управление Personalamt (Управление кадров СС; 1 июня 1939 выделено в Главное управление кадров СС); вместо него создано 2-е Управление Erganzungsamt (Управление комплектования).
- 3-е Управление Erfassungsamt (Учётное управление; создано 20 апреля 1937, с 1941 — 6-е Управление);
- 4-е Управление Verwaltungsamt (Административное управление СС; 15 августа 1940 вошло в Главное административное и экономическое управление СС).
- 5-е Управление Sanitatamt (Санитарное управление СС; 4 декабря 1940 передано в состав Главного оперативного управления СС).
- 6-е Управление Germanische Leitstelle (Германская служба руководства; создана в 1940).
- 7-е Управление Sicherungsaufgaben (Вопросы безопасности; 15 августа 1940 расформировано).
  - 7-е Управление Versorge-Fursorgeamt (Социальное обеспечение; создано 15 августа 1940).
- 8-е Управление Erganzungsamt (Управление комплектования, с 1 июня 1939 2-е Управление).
- 9-е Управление Beschaffungsamt (Управление поставок; до 1937 Главный отдел; 15 августа 1940 передано в Главное оперативное управление СС).
- 10-е Управление Leibesubungenamt (Управление физической подготовки, создано 27 января 1937, с 15 августа 1940 4-е Управление).
- 11-е Управление Nachrichtenamt (Управление связи; создано 9 ноября 1936, 14 августа 1940 передано в Службу связи СС).
- 12-е Управление Versorge-Fursorgeamt (Управление социального обеспечения, создано 5 мая 1937, 15 августа 1940 переведено в 7-е Управление).
- 13-е Управление Schulungamt (Учебное управление, 1 августа 1938 передано из Главного управления расы и поселений, с 4 декабря 1940 5-е Управление).

## Структура Главного управления СС до 1945

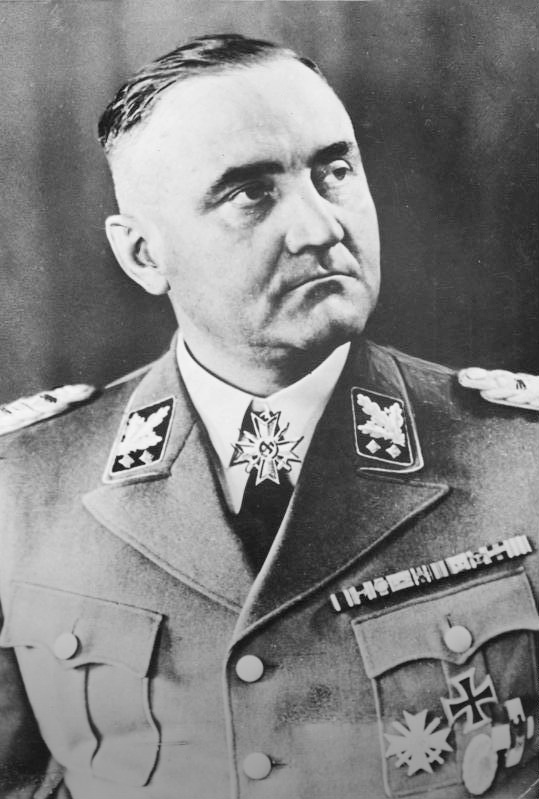
Руководитель Главного управления СС Готтлоб Бергер (1940—1945)

Управленческая группа «А» (Руководство)
- Управление A I (Центральное управление).
  - Главный отдел A I 1 (Организация и распределения заданий):
    - A I 1a (Центральная командная служба);
    - A I 1b (Образование и подготовка);
    - A I 1c (Оборона);
    - A I 1d (Общие СС);
    - A I 1e (Германские СС);
    - A I 1f (Почтовая охрана СС).

  - Главный отдел A I 2 (Отдел кадров):
    - A I 2a (Офицеры СС);
    - A I 2b (Командиры нижнего звена и рядовые СС);
    - A I 2c (Отпуска и социальное обеспечение);
    - A I 2d (Офицеры при Главном управлении СС);
    - A I 2e (Германские СС);
    - A I 2f (Почтовая охрана СС).

  - Главный отдел A I 3 (Судебная служба руководителей СС):
    - A I 3a (Правовая помощь);
    - A I 3b (Уголовное право);
    - A I 3c (Дисциплинарное право).

  - Главный отдел A I 4 (Поставки и обеспечение):
    - A I 4a (Центральный почтовый отдел);
    - A I 4b (Управление курьеров и поездок);
    - A I 4c (Вооружение и снаряжение);
    - A I 4d (Транспортная служба);
    - A I 4e (Управление связи).

  - Главный отдел A I 5 (Комендант штаба SS-HA; Штабной отдел SS-HA).
- Управление A II (Санитарная служба).
  - Главный отдел A II 1 (Общая санитарная служба):
    - A II 1a (Медицинская служба);
    - A II 1b (Проверка счетов);
    - A II 1c (Социальное и пенсионное обеспечение).

  - Главный отдел A II 2 (Медицинское обеспечение):
    - A II 2a (Кадровые перестановки);
    - A II 2b (Медицинское обслуживание);
    - A II 2c (Стоматология).
- Управление A III (Администрация)
  - Главный отдел A III 1 (Бюджет и ревизионный отдел):
    - A III 1a (Бюджет);
    - A III 1b (Личный состав);
    - A III 1c (Контрольная служба).

  - Главный отдел A III 2 (Войсковая администрация):
    - A III 2a (Касса Войск СС);
    - A III 2b (Жалованье);
    - A III 2c (Бухгалтерия).

  - Главный отдел A III 3 (Войсковое хозяйство);
    - A III 3a (Продовольственное снабжение);
    - A III 3b (Обмундирование);
    - A III 3c (Казармы).

  - Главный отдел A III 4 (Администрация общих СС):
    - A III 4a (Касса общих СС);
    - A III 4b (Жалованье);
    - A III 4c (Отдел НСДАП).

Управленческая группа «B» (Подготовка резервов)
- Управление B I (Вербовочная служба Войск СС)
- Управление B II (Регистрация).

Управленческая группа «C» (Обучение и подготовка)
- Управление C I (Мировоззренческая подготовка);
- Управление C II (Физическая подготовка);
- Управление C III (Профессиональная подготовка).

Управленческая группа «D» (Германские СС)
- Управление D I (Главный штаб Германских СС);
- Управление D II (Комплектование);
  - A D II 1a (Германские СС в Рейхе);
  - A D II 1b (Германские СС в других странах);
- Управление D III (Воспитание Германских СС).